# Арруда да Камара, Мануэл
Мануэл Арруда да Камара, или Мануэл Арруда Камара (порт. Manoel Arruda da Cámara, Manuel Arruda Câmara, 1752 — 1810) — бразильский религиозный деятель, медик и ботаник, один из наиболее крупных ботаников Бразилии конца XVIII века.

## Биография
Мануэл Арруда да Камара родился в 1752 году.
Он получил образование в Испании и Франции — в Университете Коимбры и Университете Монпелье.
В 1793 году вернулся в Пернамбуку, участвовал в различных экспедициях на северо-востоке Бразилии, основной целью которых была разведка полезных ископаемых. В период с декабря 1797 года по июль 1799 года он путешествовал между штатами Параиба и Сеара. Занимался минералогическими, ботаническими и зоологическими исследованиями.
Мануэл Арруда да Камара умер в 1810 году.

## Научная деятельность
Мануэл Арруда да Камара специализировался на семенных растениях.

## Научные работы
- Aviso aos lavradores sobre a suposta fermentação de qualquer qualidade de grãos ou pevides para aumento da colheita, Lisboa, 1792.
- A memória sobre a cultura do algodoeiro, 1797.
- Dissertação sobre as plantas do Brasil, 1817.
- Discurso sobre avitalidade da instituição de jardins nas principais províncias do país, 1810.
- Memórias sobre o algodão de Pernambuco, Lisboa, 1810.
- Memórias sobre as plantas de que se podem fazer baunilha no Brasil, (nas memórias da Academia Real das Ciências de Lisboa, v.40, 1814).
- Tratado de Agricultura.
- Tratado da lógica.

## Почести
Роды растений Arrudea Cambess. и Arrudaria Macedo были названы в его честь.